# Aldea rusa de Niigata
La Aldea rusa de Niigata (en japonés: 新潟のロシアの村, en transcripción fonética: Nīgata no Roshia no mura) fue un parque de diversiones ubicado en la prefectura de Niigata, al oeste de Japón, cuya temática se basó en la cultura de Rusia. Inaugurado en 1993, el propósito del parque fue fomentar las relaciones entre Japón y Rusia.

## Historia
El parque fue abierto en 1993, con el propósito de promover la relación entre Japón y Rusia. Además, la Aldea rusa de Niigata permitía que los habitantes japoneses se ahorraran un viaje hacia Moscú, porque quedaba a tan solo unas horas de Tokio. Dentro del parque había estructuras como capillas que representaban a la Iglesia ortodoxa de Rusia, catedrales de la natividad de Súzdal, un Salón de los Mamuts y varios hoteles.
Sin embargo, la Aldea rusa de Niigata no atrajo muchos visitantes, puesto que no tenía atracciones mecánicas. Las visitas fueron disminuyendo cada vez más y en 2002 fue cerrado por renovaciones, pero nunca se lo reabrió.